# Стронг (Мен)
Стронг (англ. Strong) — місто (англ. town) в США, в окрузі Франклін штату Мен. Населення — 1122 особи (2020).

## Демографія
Згідно з переписом 2010 року, у місті мешкало 1213 осіб у 496 домогосподарствах у складі 339 родин. Було 634 помешкання
Расовий склад населення:
| - 97,1 % — білих - 0,5 % — корінних американців - 0,4 % — чорних або афроамериканців - 0,2 % — азіатів - 0,1 % — вихідців з тихоокеанських островів |

До двох чи більше рас належало 1,6 %. Частка іспаномовних становила 1,2 % від усіх жителів.
За віковим діапазоном населення розподілялося таким чином: 22,5 % — особи молодші 18 років, 62,1 % — особи у віці 18—64 років, 15,4 % — особи у віці 65 років та старші. Медіана віку мешканця становила 41,5 року. На 100 осіб жіночої статі у місті припадало 104,9 чоловіків;  на 100 жінок у віці від 18 років та старших — 101,3 чоловіків також старших 18 років.
Середній дохід на одне домашнє господарство  становив 52 656 доларів США (медіана — 36 053), а середній дохід на одну сім'ю — 58 077 доларів (медіана — 49 000). Медіана доходів становила 49 141 долар для чоловіків та 32 813 долари для жінок. За межею бідності перебувало 11,4 % осіб, у тому числі 6,2 % дітей у віці до 18 років та 13,2 % осіб у віці 65 років та старших.
Цивільне працевлаштоване населення становило 533 особи. Основні галузі зайнятості: освіта, охорона здоров'я та соціальна допомога — 26,8 %, виробництво — 12,9 %, мистецтво, розваги та відпочинок — 8,8 %, сільське господарство, лісництво, риболовля — 8,1 %.